# Adrián Chávez
Adrián Chávez Ortiz (Città del Messico, 27 giugno 1962) è un ex calciatore messicano, di ruolo portiere. Ha partecipato a campionato mondiale di Stati Uniti 1994, senza mai scendere in campo.

## Carriera

### Club
Dopo gli inizi al piccolo Atlético Español, passa al Club Necaxa di Aguascalientes, stabilendosi come portiere titolare. Nel 1985 si trasferisce brevemente al Club León prima di diventare il portiere titolare dei giganti del Club América, con i quali gioca 356 partite di campionato in 10 stagioni. Nel 1996 è all'Atlético Celaya, dove rimane per una sola stagione. Si ritira nel 2000 con la maglia del Club León.

### Nazionale
Ha giocato dal 1988 al 1994 con la nazionale di calcio messicana, partecipando al campionato del mondo 1994, senza però mai scendere in campo in quanto considerato terzo portiere dietro a Jorge Campos e Félix Fernández.